# Haralamb Georgescu
Haralamb H. (Bubi) Georgescu (n. 1908 – d. 1977), cunoscut și sub numele de Harlan Georgesco, a fost un arhitect modernist român din perioada interbelică, discipolul și apoi partenerul lui Horia Creangă. Până în 1947 a activat în România, iar după ocuparea sovietică și instaurarea regimului comunist, a emigrat în Statele Unite, fiind la început profesor asociat la Școala de Arhitectură a Universității din Nebraska, urmând ca din anul 1951 să se mute în orașul Los Angeles, unde a început o intensă și prolifică activitate profesională. A elaborat în partenariat sau individual, un număr mare de proiecte, in Los Angeles și Palm Springs⁠(d) până la decesul său în toamna anului 1977.
Georgescu a rămas aproape total necunoscut în cercurile de arhitecți români, până la (re)descoperirea sa de către arhitectul american Tim Braseth în 2007.
Haralamb Georgescu a fost atras, în acelaș timp și de domeniul teoretic, fiind cooptat în comitetul de redacție al revistei „Simetria”, unde a publicat o serie de articole care se vor distanța de linia moderat-conservatoare încă prezentă în arhitectura vremii.

## Lucrări
- Hotelul Aro Palace din Brașov
- Halele Obor din București
- Imobilul „ARO” din București
- Restaurantul „Pescăruș”[5]

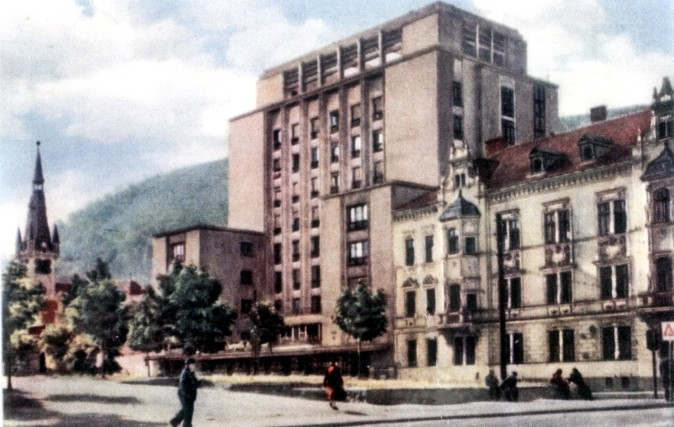
Hotel Aro Palace
^{Braşov, bulevardul Eroilor}

- „Sky Lots”, proiect teoretic, nerealizat[6]
- Case particulare în localitatea Palm Springs⁠(d), statul american  California
- Casa Pasinetti, Summitridge Drive, Beverly Hills, California (1957-1959).

## Premii
- Premiul I la concursul pentru reconstruirea Teatrului Național din București, în anul 1946. [7]

## Viață personală, familie

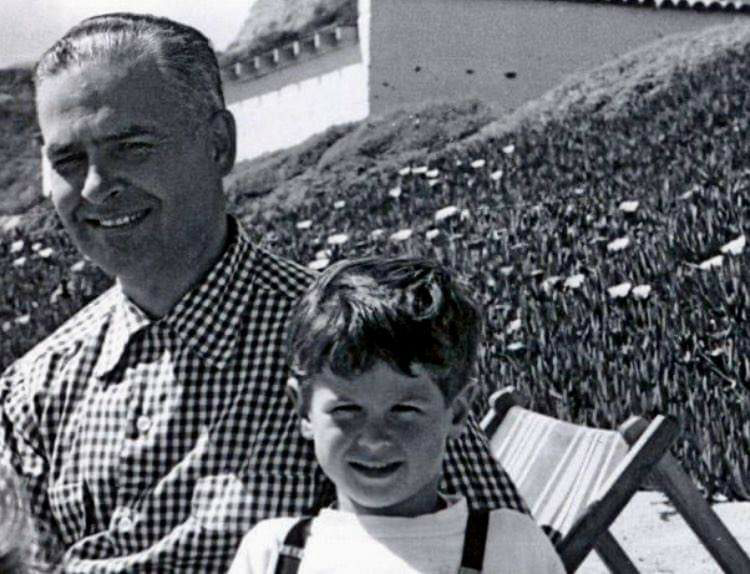
Arhitectul Haralamb Georgescu împreună cu fiul său, viitorul sculptor Christopher Georgesco.

Haralamb Georgescu

Fiul arhitectului Bubi Georgescu, Christopher Georgesco⁠(d), este sculptor și rezident al orașului Palm Springs⁠(d), statul California.